# ピアノソナタ第9番 (ベートーヴェン)
ピアノソナタ第9番（ピアノソナタだいきゅうばん）ホ長調 作品14-1は、ルートヴィヒ・ヴァン・ベートーヴェンが作曲したピアノソナタ。

## 概要
作品14の2曲のピアノソナタの正確な作曲年は同定されていないが、おそらく1798年から1799年にかけて書かれたものと考えられている。グスタフ・ノッテボームはベートーヴェンのスケッチ帳を検討した結果、1795年に完成されたピアノ協奏曲第2番と並ぶ形でこの作品の着想も書きとめられているとしている。1799年12月に第10番とまとめてウィーンのモロ社より出版され、ヨゼフィーネ・フォン・ブラウン男爵夫人へ献呈された。本作は1801年もしくは1802年に弦楽四重奏曲ヘ長調 Hess 34に編曲されており、編曲作品も同じくブラウン夫人が献呈を受けている。
ピアニストで音楽学者のチャールズ・ローゼンは作品14のソナタに関して「それまでの作品に比べて大変質素」で「技術的な難所は少なく」、「家庭用として運命づけられている」と述べている。しかしながら肩の力の抜けた音楽を簡潔な形式のうちに表現した本作の簡素さは、いわゆるソナチネの平易さとは一線を画すものである。アントン・シンドラーは「最も内容の豊かな優れたものであるにもかかわらず、あまり一般に認められない曲」と評した。

## 演奏時間
約13分半。

## 楽曲構成

### 第1楽章
Allegro 4/4拍子 ホ長調
ソナタ形式。室内楽的な4声体書法を特徴としている。和音の伴奏を伴いつつ第1主題が軽やかに提示されて曲が開始する（譜例1）。
譜例1
弦楽四重奏の楽器間で受け渡されるようなパッセージを挟み、譜例1を用いた経過に続いてロ長調の第2主題が現れる（譜例2）。
譜例2
第2主題も室内楽的に扱われて新しい素材を導く。低声の3連符の強調が印象的なコデッタとなり、バスに第1主題を聞きながら提示部を終える。提示部の反復の後、展開部は譜例1で幕を開ける。イ短調に到達すると伴奏音型がアルペッジョに形を変え、右手のオクターヴが新たな旋律を歌い出す。そのまま進められると終わりに第1主題が出て、10小節に及ぶ長いペダルポイントによって再現の準備を行う。再現部では第1主題が左手の上行スケールを伴って勇壮に出される。新しくハ長調の推移がピアニッシモで挿入される他は定石通りに進み、第2主題もホ長調で再現される。コーダは譜例1に基づき、最後はデクレッシェンドして最弱音で楽章を終える。

### 第2楽章
Allegretto 3/4拍子 ホ短調
三部形式。スケルツォに当たるような性格を有しており、両手のユニゾンが暗い主題を奏する（譜例3）。
譜例3
譜例3が繰り返されると、同じ主題から派生した中間エピソードが置かれる。その後、譜例3が回帰して再び繰り返され、結尾楽句によって第1部は終わりを迎える。なお、第1部最後のホ音にはピアノでは実現不可能なクレッシェンドの指定がある。同じような強弱の指定は後のピアノソナタ第26番 『告別』などにも見出され、ベートーヴェンが音楽に託した想像力の一端が窺われる。マジョーレと付記された中間部はハ長調となり、譜例4の主題が穏やかに奏される。
譜例4
中間部も譜例4に由来する中間楽節を挟んだ三部形式を構成しており、譜例4が回帰すると和音に接続される形でアレグレット・ダ・カーポとなる。楽章の最後にはコーダが設けられており、譜例4が回顧されると主音がごく静かに3回鳴らされて結ばれる。

### 第3楽章
Rondo, Allegro comodo 2/2拍子 ホ長調
ロンド形式。活発な無窮動風の性格を帯びた楽章。徐々に下降していく3連符の伴奏の上に溌剌としたロンド主題が提示される（譜例5）。
譜例5
譜例5には下降音階を用いた楽句が後続しており、譜例5が繰り返されるとその後半楽句が上行音階も交えて拡大される。続いてロ長調で非常に簡単な主題が提示される（譜例6）。
譜例6
譜例6が1度変奏されるとフェルマータで間隔をあけ、たちまち譜例5の再現となる。ト長調を確立すると次に譜例7が現れる。この部分では非旋律的な3連符の動きが主体となり、協奏曲での独奏を彷彿とさせるような煌びやかなパッセージが彩りを添えている。
譜例7
譜例5が回帰し、譜例6もイ長調で続く。コーダも兼ねた最後のロンド主題はシンコペーションに始まり、さらに形を変えて奏される。最後は下降音型のモチーフを使って歯切れよく全曲に終止符を打つ。